# Roger Hållander
Roger Hållander (* 26. März 1975 in Själevad) ist ein ehemaliger schwedischer Freestyle-Skier. Er startete in den Buckelpisten-Disziplinen Moguls und Dual Moguls.

## Werdegang
Hållander, der für den Sollentuna SLK startete, trat international erstmals bei den Internationalen Jugendmeisterschaften 1994 am Laajavuori in Erscheinung, wobei er den fünften Platz im Moguls errang. Erstmals im Weltcup startete er im März 1994 in Kirchberg und sprang dort auf den 30. Platz im Moguls-Wettbewerb. In den folgenden Jahren bis zu seinem Karriereende im Jahr 1999 kam er im Weltcup dreimal unter den ersten Zehn und erreichte in der Saison 1997/98 in Tignes mit dem achten Platz im Moguls seine beste Platzierung sowie zum Saisonende mit dem 23. Platz im Moguls-Wettbewerb sein bestes Gesamtergebnis. Zudem nahm er am Europacup teil und gewann in der Saison 1996/97 mit zwei ersten sowie einen zweiten Platz die Moguls-Gesamtwertung. In der Dual-Moguls-Wertung wurde er Dritter. Bei seiner einzigen Teilnahme an Olympischen Winterspielen im Februar 1998 in Nagano belegte er den 22. Platz im Moguls.

## Erfolge

### Olympische Spiele
- 1998 Nagano: 22. Platz Moguls

### Weltcup-Gesamtplatzierungen
Hållander nahm an 33 Weltcups teil und erreichte drei Top-Zehn-Platzierungen.
| Saison  | Gesamt | Gesamt | Moguls | Moguls | Dual Moguls | Dual Moguls |
| Saison  | Punkte | Platz  | Punkte | Platz  | Punkte      | Platz       |
| ------- | ------ | ------ | ------ | ------ | ----------- | ----------- |
| 1995/96 | 12     | 86.    | 92     | 34.    | 40          | 29.         |
| 1996/97 | 1      | 123.   | 4      | 48.    | 48          | 30.         |
| 1997/98 | 35     | 58.    | 176    | 23.    | -           | -           |
| 1998/99 | 16     | 56.    | 64     | 31.    | 8           | 33.         |

### Europacup
- Saison 1996/97: 1. Platz Moguls-Wertung, 3. Platz Dual-Moguls-Wertung
- 4 Podestplätze, davon 2 Siege